# Actually
Actually ist das zweite Studioalbum der Pet Shop Boys. Es erschien im September 1987 und stellte einen weiteren großen Erfolg für die Band dar. In Deutschland und in Großbritannien erreichte es Platz zwei der Charts.

## Geschichte
Stilistisch dem ersten Album ähnlich, war auf Actually eine verbesserte Produktion zu hören. Das Album brachte vier britische Top-Ten-Singles hervor: It’s a Sin, Rent, What Have I Done to Deserve This? (ein Duett mit Dusty Springfield, die ebenfalls bei Parlophone veröffentlichte) und Heart.
Ursprünglich war eine Orchesteraufnahme von It Couldn’t Happen Here nach einer Orchestrierung von Angelo Badalamenti geplant. Aufgrund eines Buchungsfehlers war dies aber nicht möglich.

## Titelliste
1. One More Chance (Neil Tennant, Chris Lowe, Bobby Orlando) – 5:30
2. What Have I Done to Deserve This? (mit Dusty Springfield) (Lowe, Tennant, Allee Willis) – 4:18
3. Shopping (Tennant, Lowe) – 3:37
4. Rent (Tennant, Lowe) – 5:08
5. Hit Music (Tennant, Lowe) – 4:44
6. It Couldn’t Happen Here (Tennant, Ennio Morricone, Lowe) – 5:20
7. It’s a Sin (Tennant, Lowe) – 4:59
8. I Want to Wake Up (Tennant, Lowe) – 5:08
9. Heart (Tennant, Lowe) – 3:58
10. King’s Cross (Tennant, Lowe) – 5:10

### Further Listening 1987–1988
1. I Want to Wake Up (Breakdown mix) – 6:00
2. Heart (Shep Pettibone version) – 4:12
3. You Know Where You Went Wrong – 5:50
4. One More Chance (Seven-inch mix) – 3:50
5. It’s a Sin (Disco mix) – 7:41
6. What Have I Done to Deserve This? (Extended mix) – 6:47
7. Heart (Disco mix) – 8:40
8. A New Life – 4:55
9. Always on My Mind (Demo version) – 4:03
10. Rent (Seven-inch mix) – 3:33
11. I Want a Dog – 4:58
12. Always on My Mind (Extended dance mix) – 8:15
13. Do I Have To – 5:15
14. Always on My Mind (Dub mix) – 2:15

## Kritiken
Robert Christgau gab dem Album die Note A- und schrieb: „From Dusty Springfield to hit Fairlight to heart beats and from insider shopping to kept icon to Bowiesque futurism, this is actual pop music with something actual to say--pure commodity, and proud of it.“
Das Q Magazine listete das Album auf Platz 22 der besten Alben der 1980er-Jahre.

## Kommerzieller Erfolg

### Chartplatzierungen
| ChartsChartplatzierungen       | Höchstplatzierung | Wochen |
| ------------------------------ | ----------------- | ------ |
| Deutschland (GfK)              | 2 (54 Wo.)        | 54     |
| Österreich (Ö3)                | 5 (30 Wo.)        | 30     |
| Schweiz (IFPI)                 | 3 (31 Wo.)        | 31     |
| Vereinigte Staaten (Billboard) | 25 (45 Wo.)       | 45     |
| Vereinigtes Königreich (OCC)   | 2 (61 Wo.)        | 61     |

| ChartsJahrescharts (1987) | Platzierung |
| ------------------------- | ----------- |
| Deutschland (GfK)         | 42          |

| ChartsJahrescharts (1988) | Platzierung |
| ------------------------- | ----------- |
| Österreich (Ö3)           | 16          |

### Auszeichnungen für Musikverkäufe
| Land/Region                  | Auszeichnungen für Musikverkäufe (Land/Region, Auszeichnung, Verkäufe) | Verkäufe  |
| ---------------------------- | ---------------------------------------------------------------------- | --------- |
| Deutschland (BVMI)           | Platin                                                                 | 500.000   |
| Finnland (IFPI)              | Platin                                                                 | 68.416    |
| Hongkong (IFPI/HKRIA)        | Platin                                                                 | 20.000    |
| Kanada (MC)                  | Platin                                                                 | 100.000   |
| Neuseeland (RMNZ)            | Platin                                                                 | 15.000    |
| Österreich (IFPI)            | Gold                                                                   | 25.000    |
| Schweiz (IFPI)               | Platin                                                                 | 50.000    |
| Spanien (Promusicae)         | Platin                                                                 | 100.000   |
| Vereinigte Staaten (RIAA)    | Gold                                                                   | 500.000   |
| Vereinigtes Königreich (BPI) | 3× Platin                                                              | 900.000   |
| Insgesamt                    | 2× Gold · 10× Platin ·                                                 | 2.278.416 |